# Manlobi
Manlobi (auch: Malobi) ist ein Dorf der Ndyuka Maroons im Distrikt Sipaliwini von Suriname. Das Dorf liegt auf einer Insel im Tapanahony.

## Geographie
Manlobi liegt auf einer Insel im Tapanahony, wo der Fluss am Fuß der Manlobi Gebergte von Südwesten nach Osten verläuft. Bald danach biegt er nach Norden um. Dort befindet sich die Siedlung Abendanon. Im Ort gibt es eine Schule und eine Methodistenkirche. 2010 wurde ein Sendemast auf dem nahegelegenen Berg Berayu aufgestellt, wodurch das Dorf Zugang zum Mobilfunknetz bekommen hat.

## Geschichte
Manlobi wurde von entlaufenen Sklaven aus den Plantagen der Niederländer gegründet. Bereits 1797 gibt es Berichte von einem Dorf an dieser Stelle.
2007 erwarb Freedom Resources, eine Goldminengesellschaft eine große Konzession auf dem linken Ufer des Flusses und errichtete eine Siedlung in der Nähe der Landestelle mit einem Supermarkt. Die Grabungen zogen jedoch auch skalians, illegale Goldbagger an, die den Fluss mit Quecksilber vergiften.
2009 wurde der dokumentarische Kurzfilm Trypps #6 von Ben Russell in Manlobi gedreht.